# Lăng Vạn Vạn
Lăng Tiên Cung (僊宮陵) hay Tư Thông Lăng (思聰陵), còn có tên dân gian là lăng Vạn Vạn là lăng mộ của Hựu Thiên Thuần Hoàng hậu Dương Thị Thục (1868 - 1944), vợ của vua Đồng Khánh, mẹ đẻ vua Khải Định. Đây là một trong những lăng mộ hoàng hậu có quy mô nhất ở Huế. Công trình đã được công nhận là di tích kiến trúc nghệ thuật cấp quốc gia (2007).

## Lịch sử
Lăng Vạn Vạn tọa lạc phần đất xứ Cù Bạc, làng An Cựu Tây, tổng An Cựu, huyện Hương Thủy, phủ Thừa Thiên; nay là số 10 Trần Thanh Mại, phường An Đông, thành phố Huế. Lăng Vạn Vạn chỉ cách Kỳ Đài hơn 3 km về phía đông nam.
Sau năm 1945, lăng Vạn Vạn thiếu sự quản lý của cơ quan Nhà nước. Giai đoạn 1953 - 1955, Ủy ban trị sự Nguyễn Phúc tộc (dưới sự lãnh đạo tinh thần của bà Từ Cung) đã vận động chính quyền cử 4 nhân viên ngành bảo tàng trực tiếp bảo vệ và chăm sóc lăng Vạn Vạn. Suốt hai thập niên kế tiếp, 1955 - 1975, lăng Vạn Vạn không có người coi sóc ngoại trừ nhóm nhỏ bà con thân thuộc. Trong cuộc tấn công Xuân Mậu Thân 1968, lăng bị hư hỏng nhẹ. Ngay sau đấy, bà Từ Cung kịp thời tiến hành tu sửa tạm một số bộ phận ở lăng bị sứt vỡ vì đạn pháo.
Sau đó một thời gian dài lăng Vạn Vạn không được quan tâm, nghiên cứu. Đến Cuối năm 2002, Trung tâm Bảo tồn di tích cố đô Huế bắt đầu ký hợp đồng với ông Võ Văn Cam (1 trong 4 nhân viên từng phụ trách lăng Vạn Vạn giai đoạn 1953 - 1955) nhằm thực hiện nhiệm vụ: chăm sóc và bảo vệ lăng này.

Cũng cuối năm 2002, trên tạp chí Nghiên Cứu Và Phát Triển của Sở Khoa học, Công nghệ và Môi trường Thừa Thiên - Huế, nhà nghiên cứu Phan Thuận An sơ khởi giới thiệu lăng Vạn Vạn rồi đề xuất ý kiến:
"Mặc dù lăng Vạn Vạn lâu nay ít được quan tâm giữ gìn vì những lý do khác nhau, nhưng với những giá trị lịch sử và kiến trúc, nói chung là giá trị văn hóa, di tích này xứng đáng được xếp hạng, bảo tồn và phát huy tác dụng như nhiều lăng tẩm khác của triều Nguyễn ở cố đô Huế".

## Kiến trúc
So với lăng tẩm các hoàng hậu triều Nguyễn, kể cả Tư Minh lăng của bà Thánh Cung, rõ ràng Tư Thông lăng, tức lăng Vạn Vạn, của bà Tiên Cung đạt quy mô bề thế hơn hẳn. Riêng nghệ thuật kiến trúc cùng kỹ thuật xây dựng lăng này, Phan Thuận An đánh giá:
"Nếu các công trình kiến trúc thời Khải Định với loại vật liệu xây dựng mới là xi măng cốt thép và với hình thức trang trí công phu, tinh xảo, phong phú (đến độ dày đặc, rườm rà) đã để lại trong lịch sử mỹ thuật Việt Nam nói chung và triều Nguyễn nói riêng, thì lăng Vạn Vạn cũng là một trong những di tích tiêu biểu và cụ thể thuộc giai đoạn lịch sử đó"
Đây là một công trình lăng mộ có quy cách và giá trị nghệ thuật. Diện tích đất xây lăng rộng khoảng 6 ha, chung quanh có xây nhiều trụ cấm làm ranh giới. Ở đây có đủ các yếu tố tiền án (Bình phong), hậu chẩm (núi Ngự Bình tượng trưng), Minh đường (hồ nước và con hói chảy qua trước mặt), tả Thanh Long, hữu Bạch Hổ. Hình thành cuối triều Nguyễn, vật liệu dùng để xây lăng chủ yếu là gạch, đá, sắt và bêtông - cốt thép, sự bố trí các công trình kiến trúc và nhất là các biểu tượng mang phong cách truyền thống của phương Đông nói chung và triều Nguyễn nói riêng. Hai trụ biểu cao vời vợi và bức bình phong hình cuốn thư ở mặt tiền của lăng là những biểu tượng thường thấy ở các lăng tẩm ở Huế. Sau khi vượt qua hồ Lục Thủy (vì nước có màu xanh quanh năm), chúng ta phải đi thêm 3 tầng sân liên tiếp mới đến “Bửu thành” bao bọc xung quanh Huyền Cung là nơi đặt thi hài của bà. Chung quanh các sân đều có xây lan can trang trí hoa văn hình chữ "vạn". Huyền cung  hình chữ nhật rộng cỡ 400m2 được bao bọc bằng hai lớp thành hình chữ nhật cao 4.5m và 3m. Vòng thành ngoài chỉ trổ một cửa duy nhất ở mặt tiền, gọi là “Bửu Thành Môn”, bên trên thành cửa là hai vòm cửa, bờ nóc và bờ quyết đều trang trí hình chim phụng hoàng, tượng trưng cho nữ giới. Ở chính giữa là ngôi mộ hình chữ nhật bằng đá - bê tông, được cấu tạo như một ngôi nhà nho nhỏ. Bốn mái nhà như được trông thấy như lợp ngói âm dương nhưng thật ra họ đã tạo hình ngói trên những phiến đá lớn. Bốn mặt trước sau trái phải cũng là các đề tài trang trí chạm nổi những con phụng hoàng đang bay trên mây, miệng ngậm dây đeo bộ cổ đồ thư. Còn ở tám trụ tại bốn góc đều trang trí các đề tài liễu mã, tiêu tượng, tùng lộc, mai điểu... Ở trước mặt của ngôi mộ là một hương án chân quỳ, cao 90cm, rộng 110cm, dài 214cm, hình khối chữ nhật, được lắp ghép bằng ba phiến đá. Khối đá được chạm trổ thành một cái bàn, các mặt chung quanh thể hiện đề tài trang trí rất phong phú. Phía trước và phía sau thạch thất đều có bình phong trang trí rất nhiều đề tài cổ điển với những đường nét hết sức tinh xảo.
Nhìn chung lăng Vạn Vạn là một công trình kiến trúc giàu chất nghệ thuật, di tích kiến trúc nghệ thuật này còn khá nguyên vẹn với các giá trị văn hoá lịch sử và tham quan du lịch.  Kiến trúc lăng Vạn Vạn đã trở thành một quỹ di sản kiến trúc mang ý nghĩa lịch sử, kết hợp hài hòa với các thành phần kiến trúc và cảnh quan đô thị truyền thống.